# Honduras na Letnich Igrzyskach Paraolimpijskich 2012
Honduras na Letnich Igrzyskach Paraolimpijskich 2012 reprezentował 1 zawodnik.
Dla reprezentacji Madagaskaru był to piąty start w igrzyskach paraolimpijskich (poprzednio w 1996, 2000, 2004 oraz 2008 roku).

## Kadra

### Lekkoatletyka
Konkurencje biegowe
| Zawodnik       | Konkurencja | Kwalifikacje | Kwalifikacje | Finał                  | Finał                  |
| Zawodnik       | Konkurencja | Wynik        | Poz.         | Wynik                  | Poz.                   |
| -------------- | ----------- | ------------ | ------------ | ---------------------- | ---------------------- |
| Luis Hernandez | 800m T12    | 2:33.20      | 5.           | nie zakwalifikował się | nie zakwalifikował się |